# Очано (Салерно)
Очано је насеље у Италији у округу Салерно, региону Кампанија.
Према процени из 2011. године у насељу је живело 103 становника. Насеље се налази на надморској висини од 342 m.